# Международный аэропорт имени Анри Коанды
Международный аэропорт имени Анри Коанды (рум. Aeroportul Internaţional Henri Coandă) (ИАТА: OTP, ИКАО: LROP) — крупнейший аэропорт Румынии, расположен в 16,5 км к северо-западу от Бухареста, в пригороде Отопень. Является одним из двух аэропортов, обслуживающих столицу Румынии, наряду с аэропортом Бэняса. Назван в честь румынского пионера авиации Анри Коанды, построившего самолёт Coandă-1910 и открывшего эффект Коанда. До мая 2004 года до переименования аэропорт носил официальное название Международный аэропорт Бухарест-Отопень (рум. Aeroportul Internaţional Bucureşti Otopeni).

## История

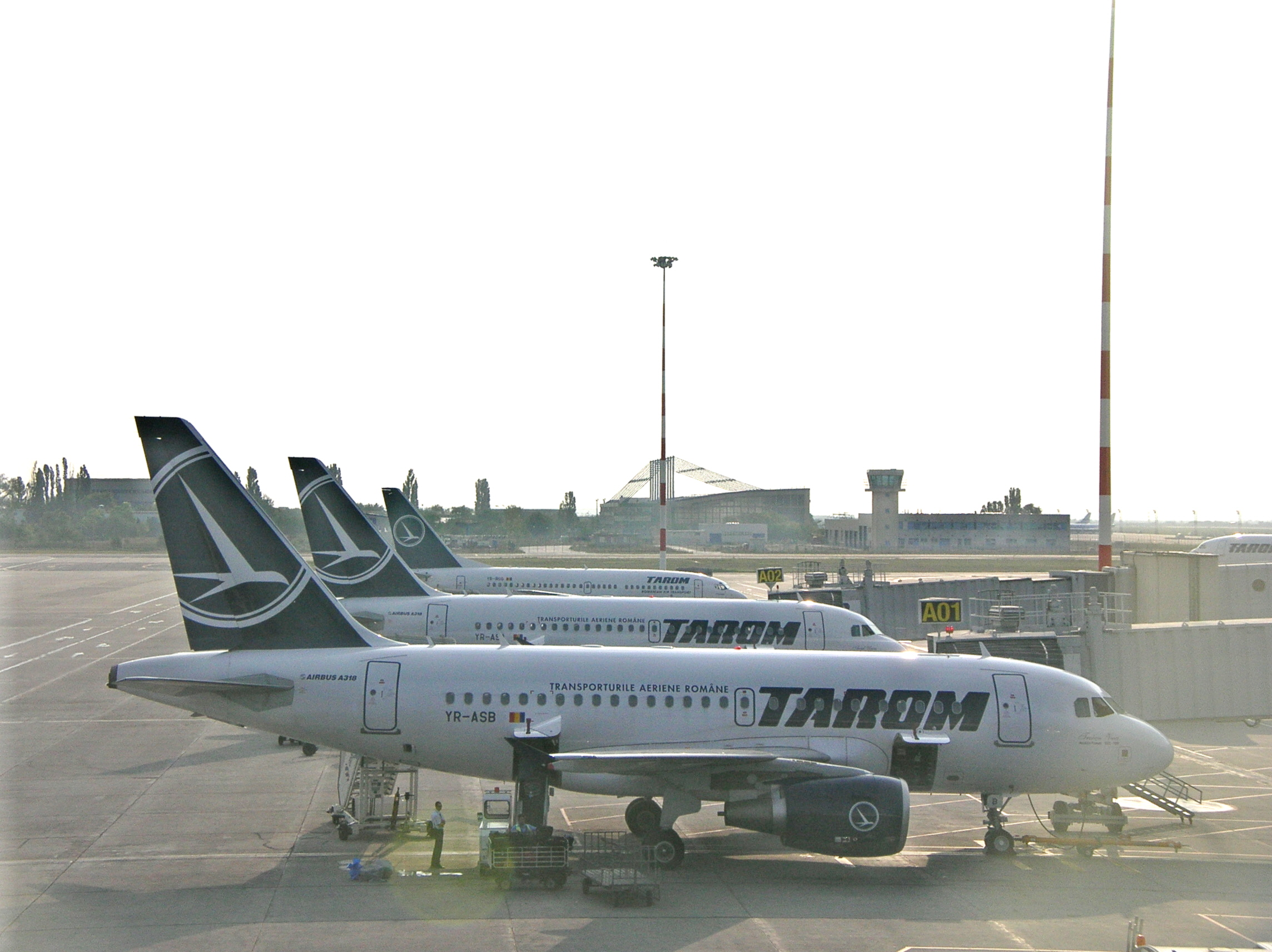
Аэропорт OTP — главная база TAROM

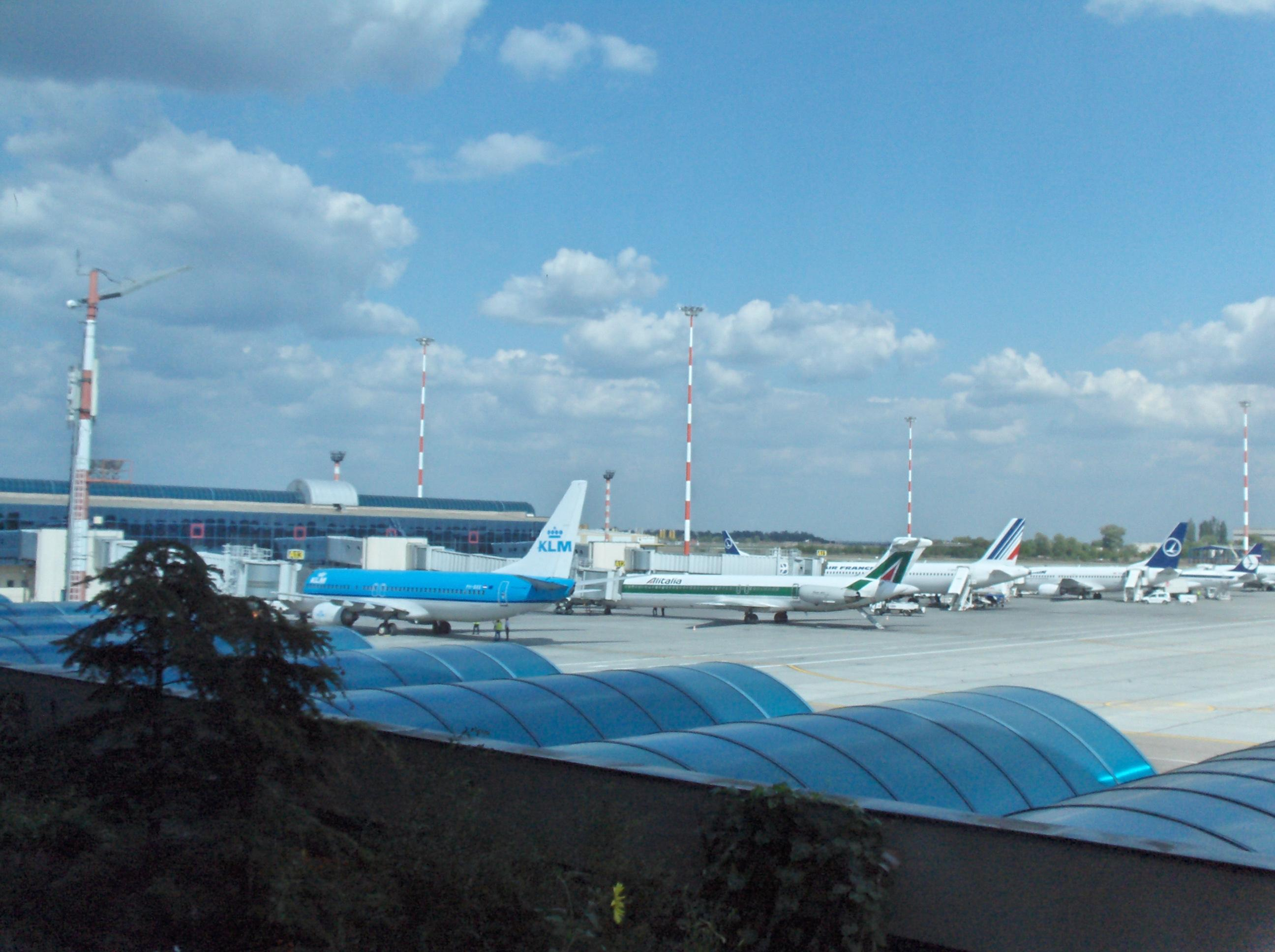
Зал вылета международных рейсов

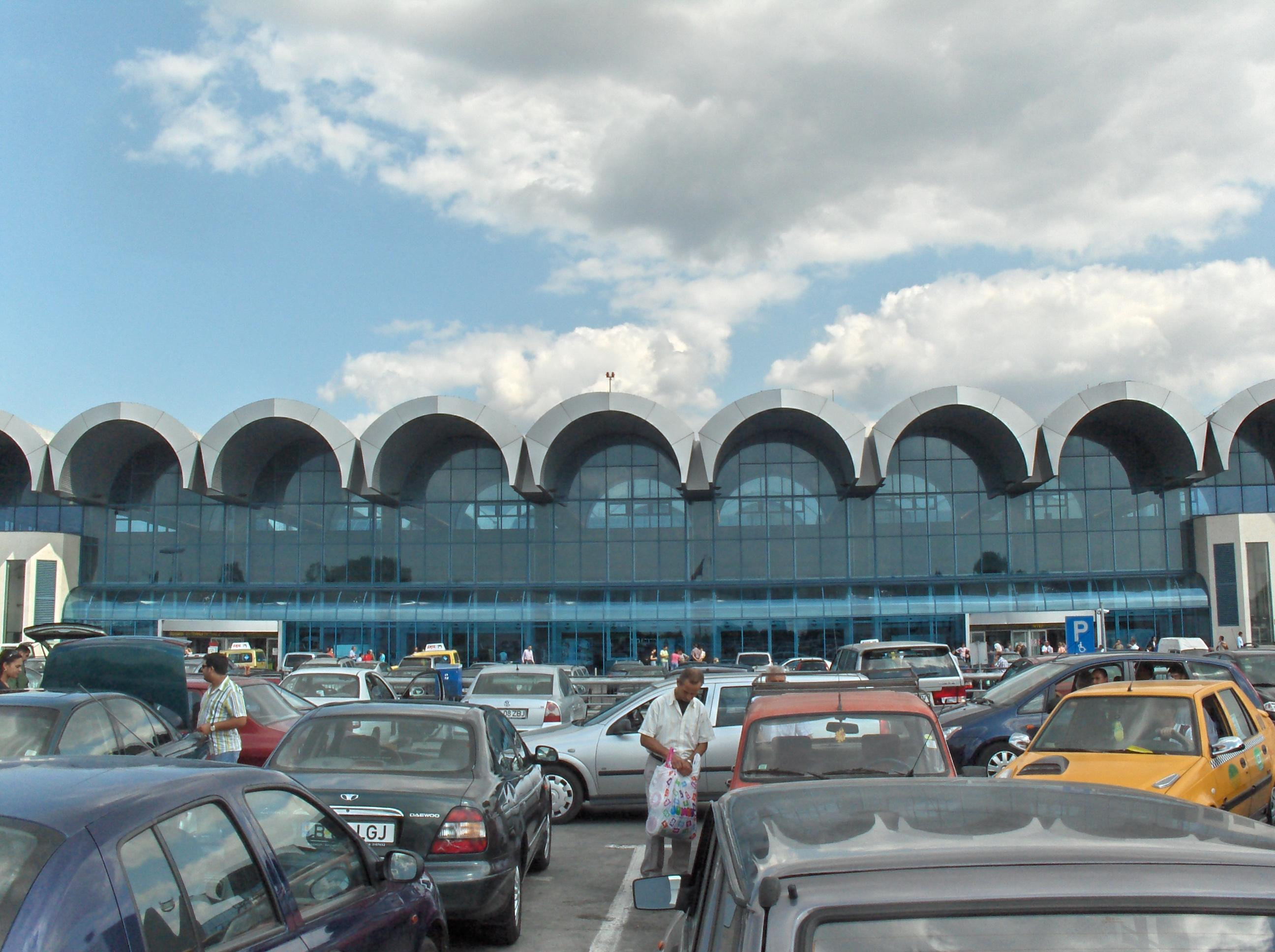
Зал прибытия

Во время Второй мировой войны аэропорт в Отопень был авиабазой ВВС Германии. Вплоть до 1965 года аэропорт продолжал оставаться в ведении военных и с полосой 1200 м был одной из крупнейших авиабаз ВВС Румынии. До 1965 года аэропорт Бэняса был единственным аэропортом Бухареста, принимавшим коммерческие рейсы. В связи с ростом потребности в гражданских авиаперевозках в Отопень был построен новый гражданский аэропорт на месте военной базы. Взлётно-посадочная полоса была модернизирована и увеличена до 3500 м, являясь на тот момент (1965) одной из самых длинных в Европе. Также был построен новый пассажирский терминал для обслуживания внутренних и международных рейсов.
В конце 1960-х годов к визиту президента США Ричарда Никсона в Румынию был построен VIP-зал, а 13 апреля 1970 года пассажирский терминал был расширен и его пропускная способность составила 1,2 млн пассажиров в год. Постепенно пассажиропоток возрастал, и в 1986 году начался новый этап расширения аэропорта. Была построена вторая ВПП длиной 3500 метров и рулёжные дорожки к ней. Была усовершенствована система освещения. Пропускная способность увеличилась до 35-40 взлётов-посадок в час.
В 1992 году аэропорт Отопень стал членом Airports Council International (ACI). В 1997 году был построен новый зал вылета международных рейсов с пропускной способностью 1000—1200 пассажиров в час, а самый первый зал терминала аэропорта Отопени был перестроен в зал прибытия международных рейсов, а затем, в 2003 году, в зал внутренних рейсов.
Аэропорт сертифицирован по категории ILS IIIb .

### Развитие аэропорта
На данный момент в аэропорту идет этап III программы реконструкции, которым предусмотрено расширение залов прибытия и вылета, а также общего зала. К концу этого этапа терминал будет иметь 24 гейта (из которых 14 будет оборудовано телетрапами) и его пропускная способность составит 4500 пассажиров в час. Проектом предусмотрено также разделеное обслуживание транзитных пассажиров из шенгенской и не из шенгенской зоны. Таким образом пропускная способность аэропорта вырастет до 6 млн пассажиров в год на внутренних и международных рейсах.
Пропускная способность существующего терминала приблизилась к максимально возможной, а возможности его расширения ограничены, поэтому запланировано строительство нового терминала (Анри Коанда 2) и большой гостиницы; новое здание будет построено с восточной стороны от нынешнего местоположения и будет состоять из четырёх залов пропускной способностью 5 млн пассажиров в год каждый; к 2020 году только Терминал 2 будет обслуживать 20 млн пассажиров в год. Терминал будет связан с проектируемым шоссе A3 Бухарест — Брашов, железной дорогой и строящейся веткой M7 метрополитена Бухареста.

## Терминалы, авиакомпании и назначения
Пассажирская инфраструктура аэропорта представляет собой один большой терминал, состоящий из двух больших зданий (которые могли бы быть отдельными терминалами). Эти два здания — Зал вылета (ранее — Зал вылета международных рейсов) и Зал прибытия (ранее — зал прибытия международных рейсов/внутренних рейсов). Главный офис авиакомпании TAROM находится на втором этаже Зала вылета. Коридор с небольшой торговой зоной соединяет терминалы.
В аэропорту 9 гейтов (из которых 5 оборудованы телетрапами) находятся в зоне вылета международных рейсов. Еще 4 гейта используются для внутренних рейсов.

### Грузовые авиакомпании

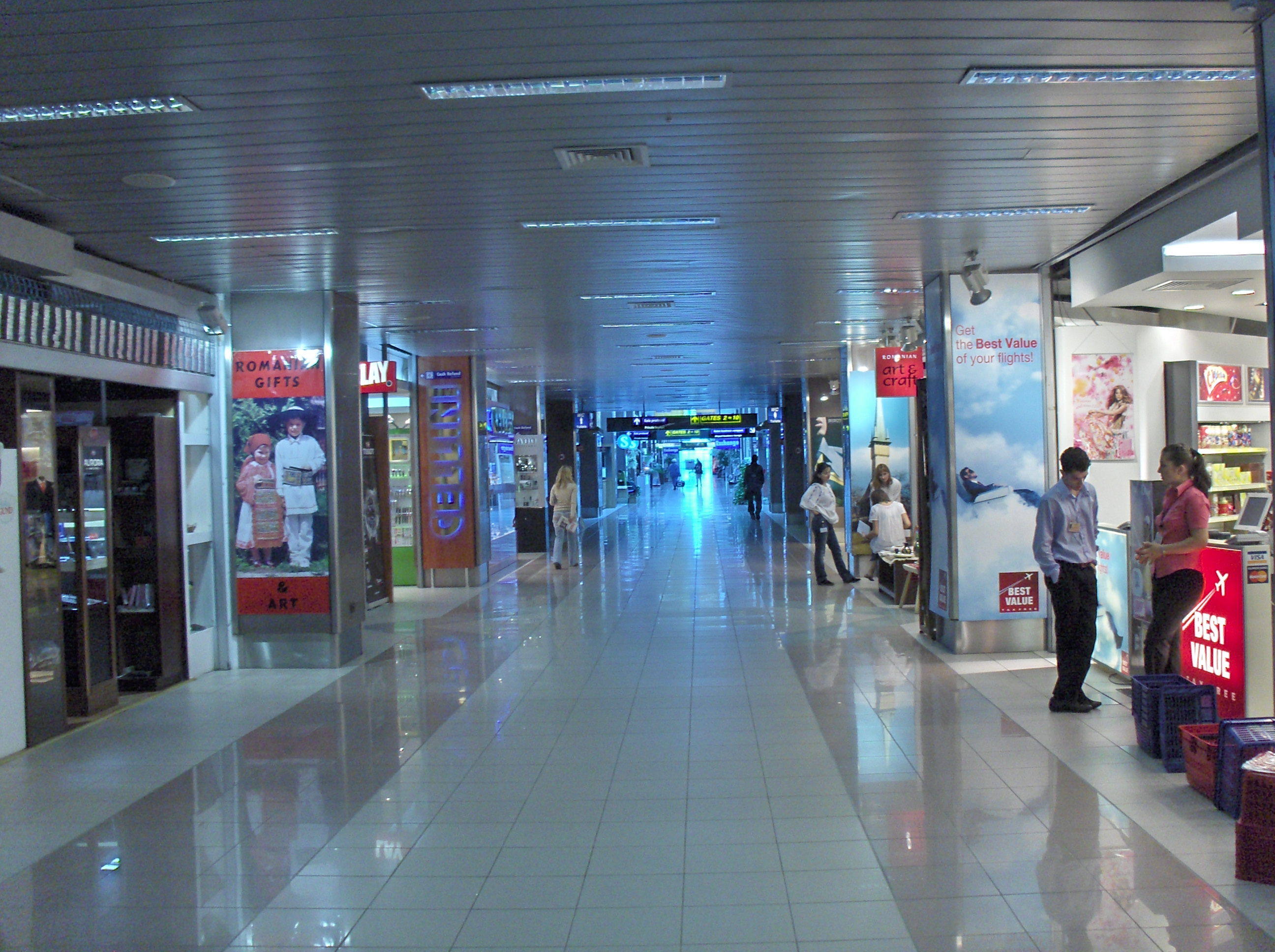
Торговая зона в Зале вылета международных рейсов

- DHL Aviation
- TAROM Cargo
- TNT Airways

## Статистика
Международный аэропорт имени Анри Коанды обслужил 4917952 пассажиров в 2010 году, что на 9,7 % больше по сравнению с 2009.

## Наземный транспорт

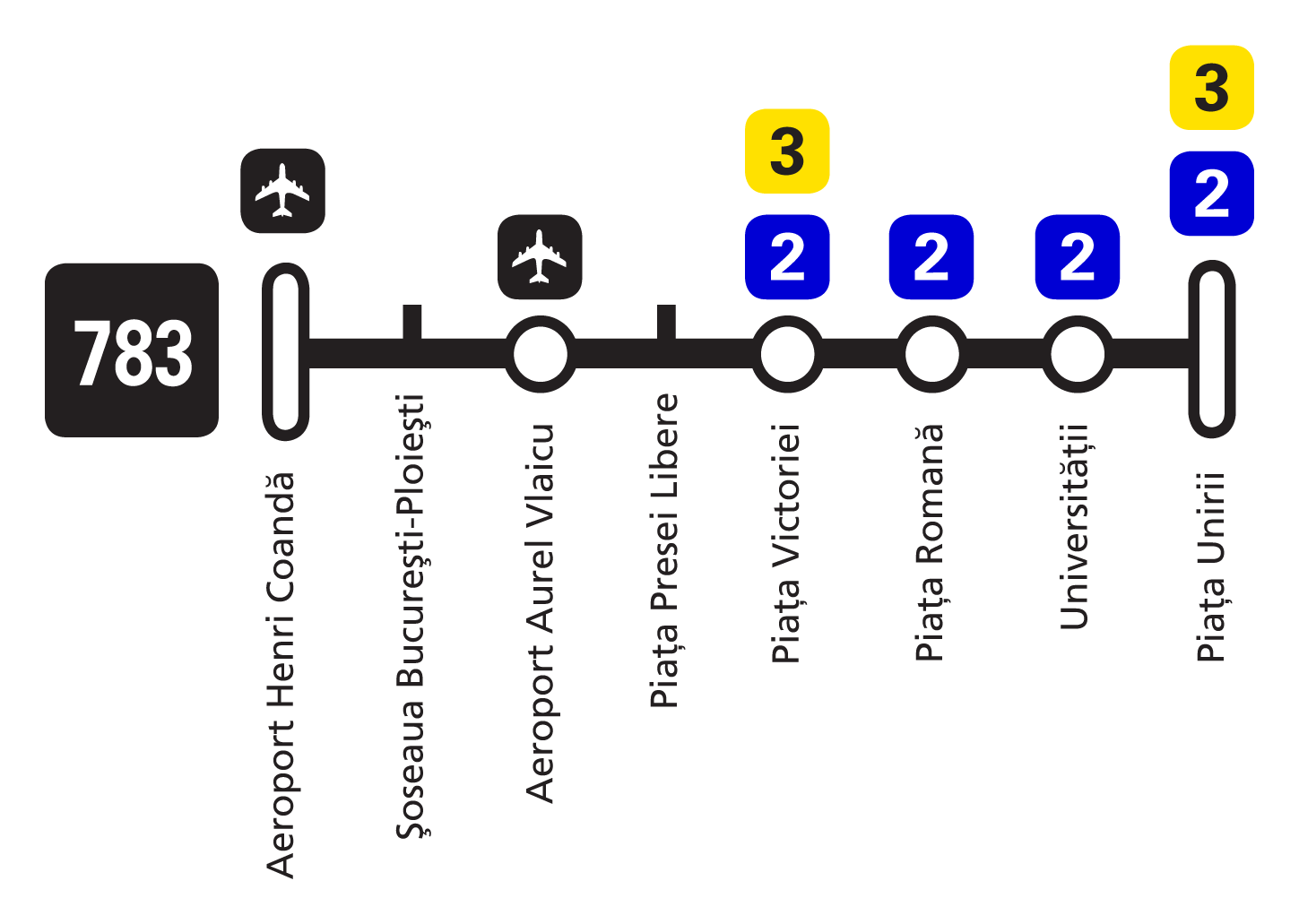
Маршрут автобуса 783 (отмечены пересадки на станции метрополитена

### Железная дорога
Железнодорожная станция, откуда отходят поезда к вокзалу Гара де Норд, расположена на эстакаде возле парковки терминала прилётов аэропорта. Между станцией и Гара де Норд курсируют поезда каждые 30 минут, время в пути 22 минуты. Пассажиры могут пройти пешком из зала прилётов в зал вылетов, есть безбарьерная среда для людей с ограничеными возможностями.

### Автобус
Международный аэропорт имени Анри Коанды обслуживается автобусами системы RATB. Автобусы маршрута 780 идут непосредственно до вокзала Гара де Норд, а 783 направляются в центр города.

### Такси
В аэропорту есть стоянки такси

### Автомобиль
Аэропорт расположен в 16,5 км к северу от центра Бухареста, к которому идёт шоссе DN1. Планируется строительство шоссе A3.

## Фотогалерея

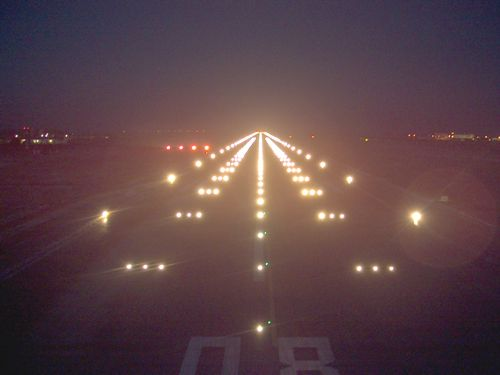
ВПП 08R ILS
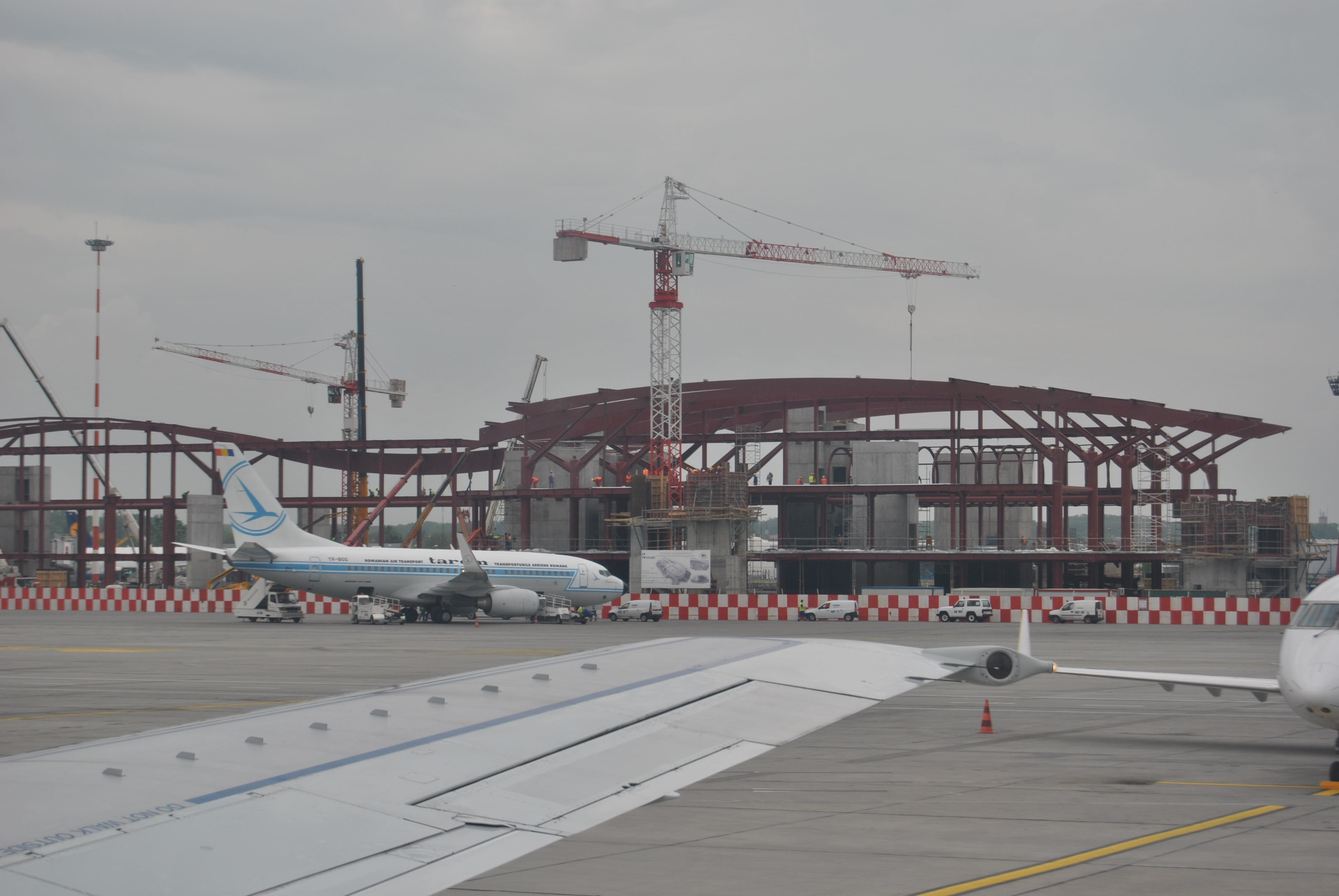
Строительство шенгенского терминала (май 2010)
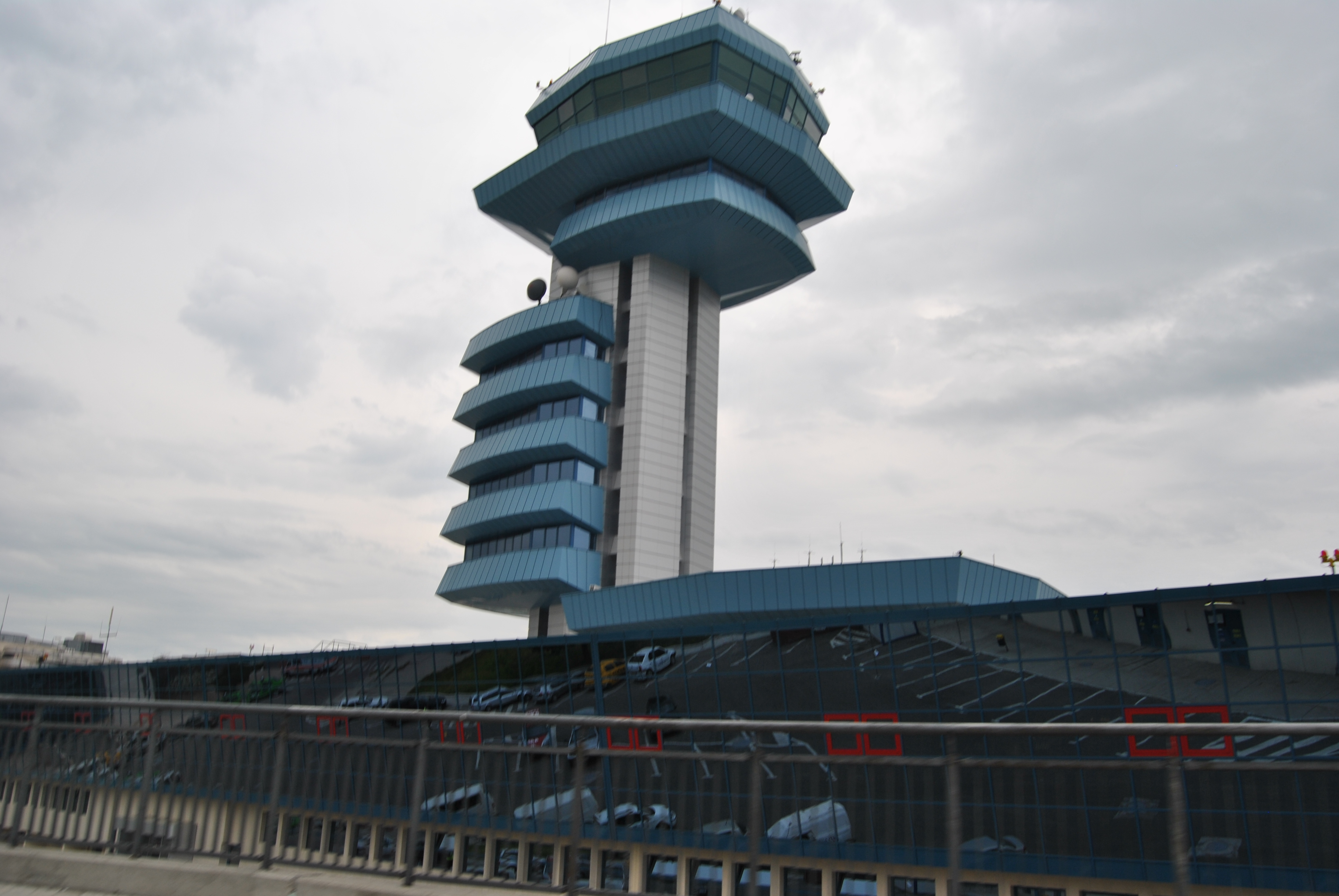
Контрольно-диспетчерский пункт OTP
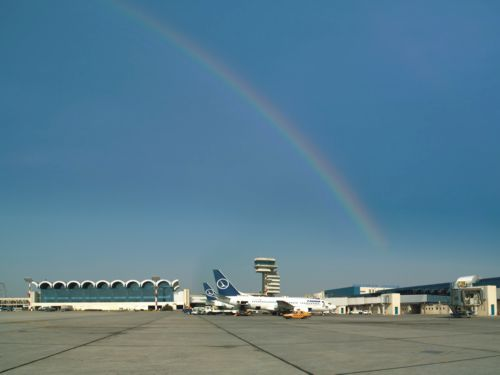
Радуга в аэропорту
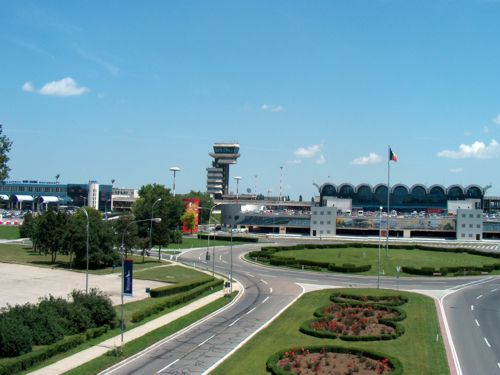
Вид аэропорта
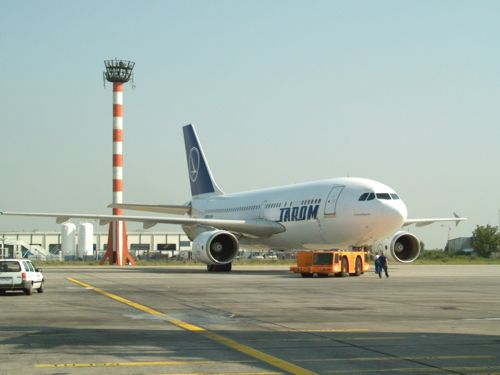
Самолёт TAROM в аэропорту
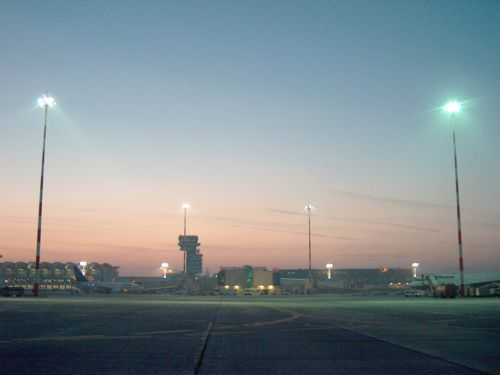
Терминал и перрон вечером
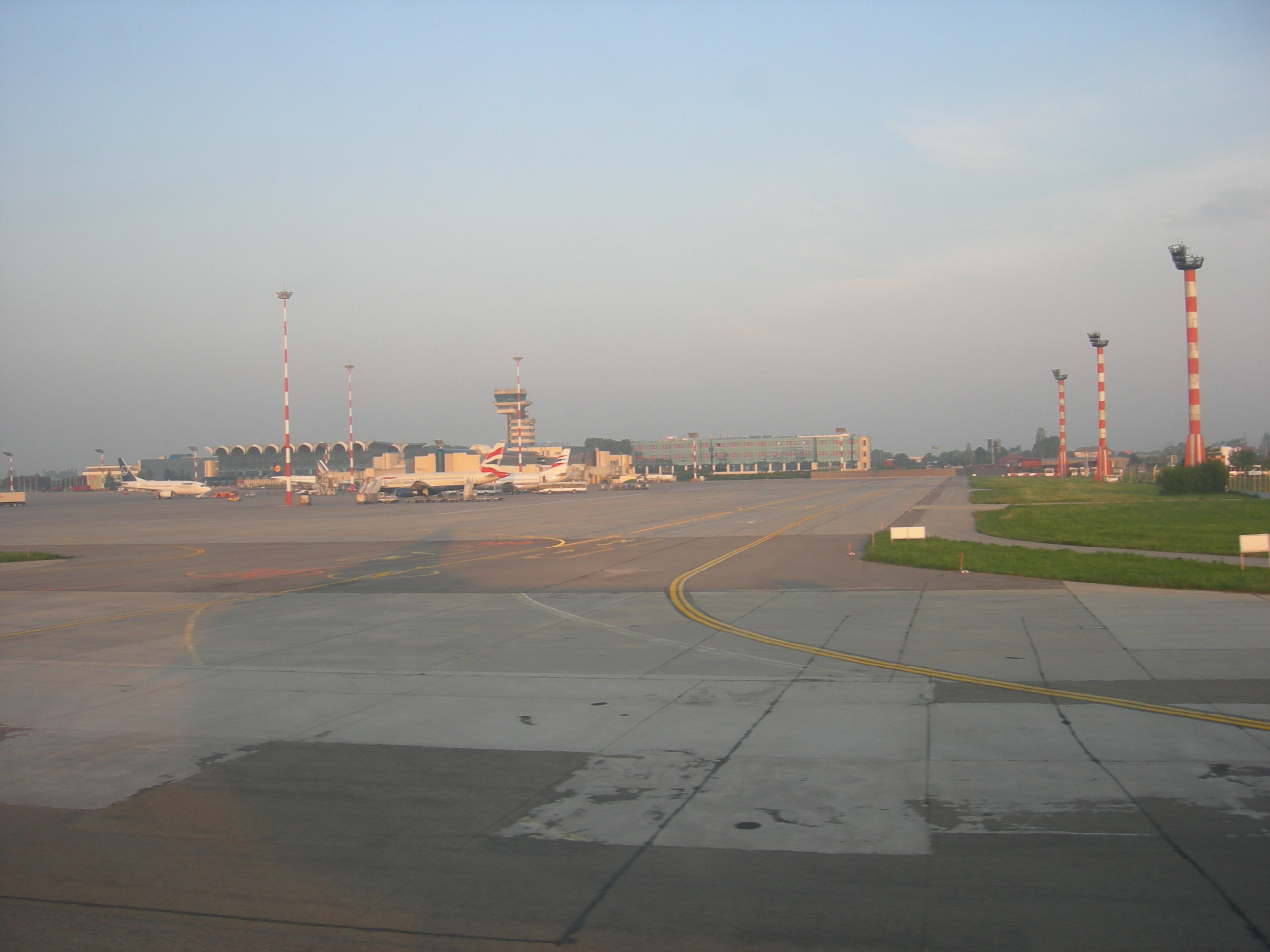
Главный терминал
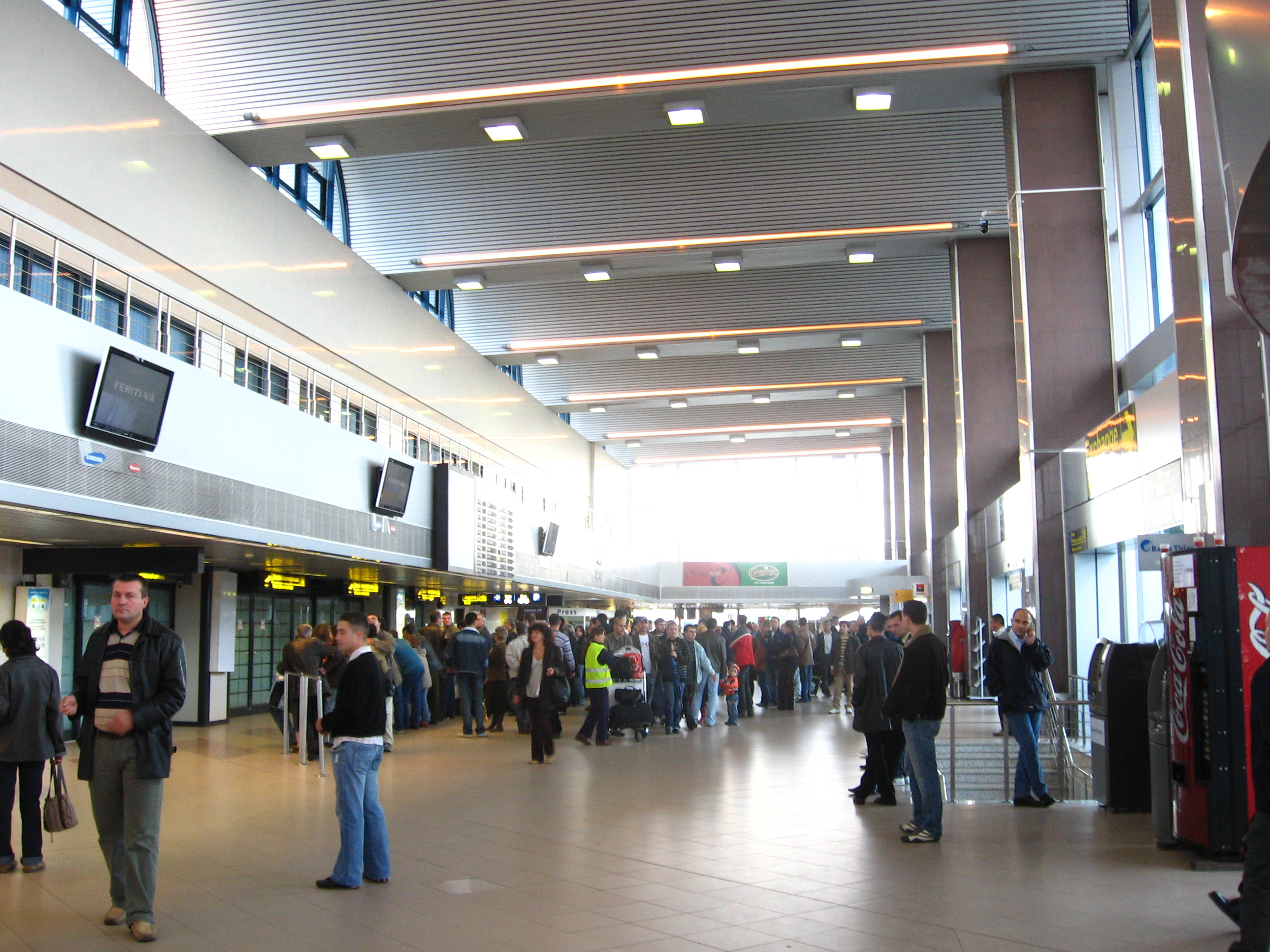
Зал прибытия
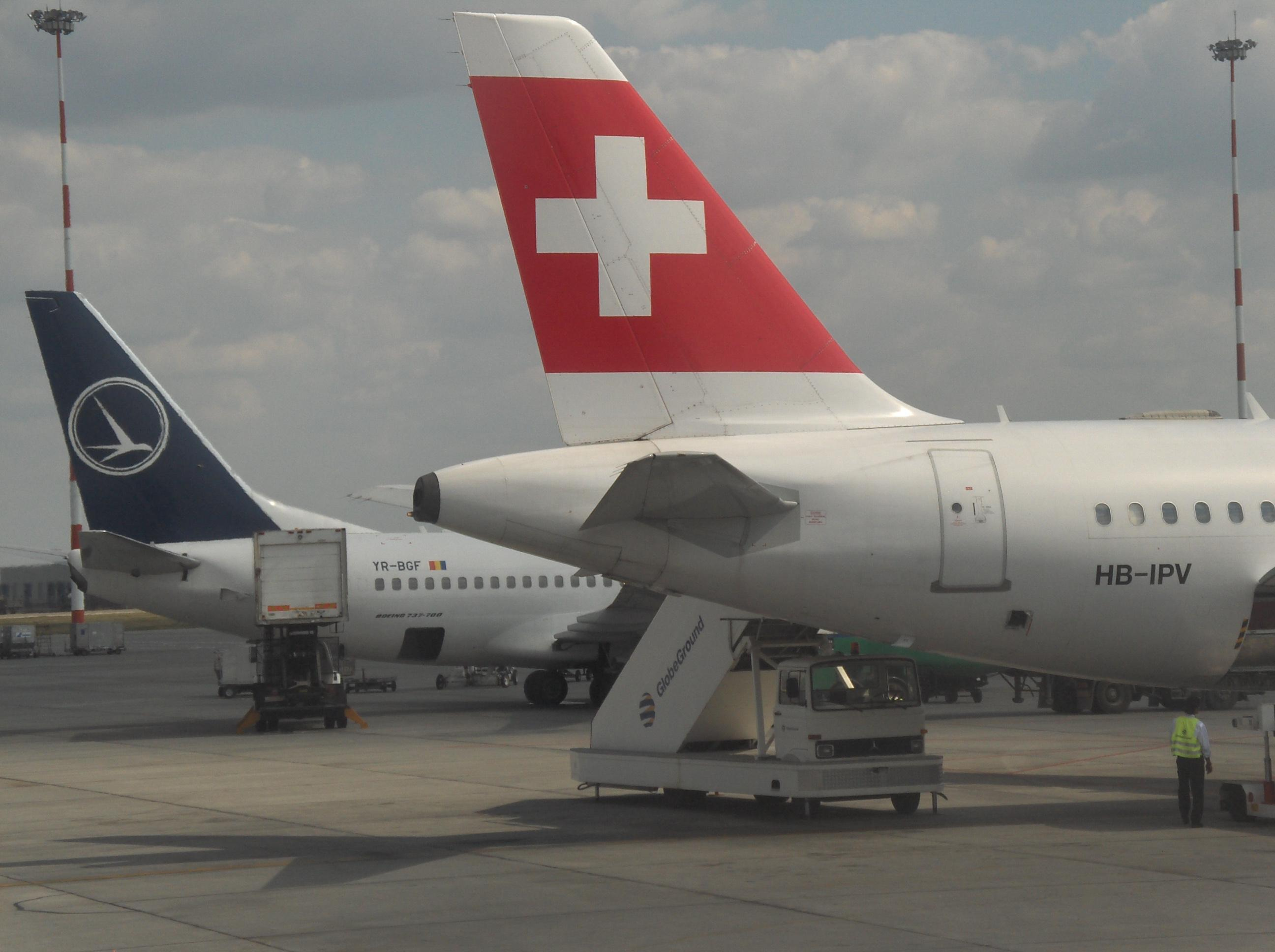
Самолёты Swiss и TAROM в OTP